# Yasujirō Niwa
'Yasujirō Niwa (丹羽 保次郎, Niwa Yasujirō, 1er avril 1893 - 28 février 1975) est un chercheur japonais en électrotechnique originaire de Matsusaka dans la préfecture de Mie. Dans les années 1920, il invente un dispositif simple pour la transmission photo télégraphique par câble et plus tard par l'intermédiaire de la radio, précurseur de la télévision mécanique. 

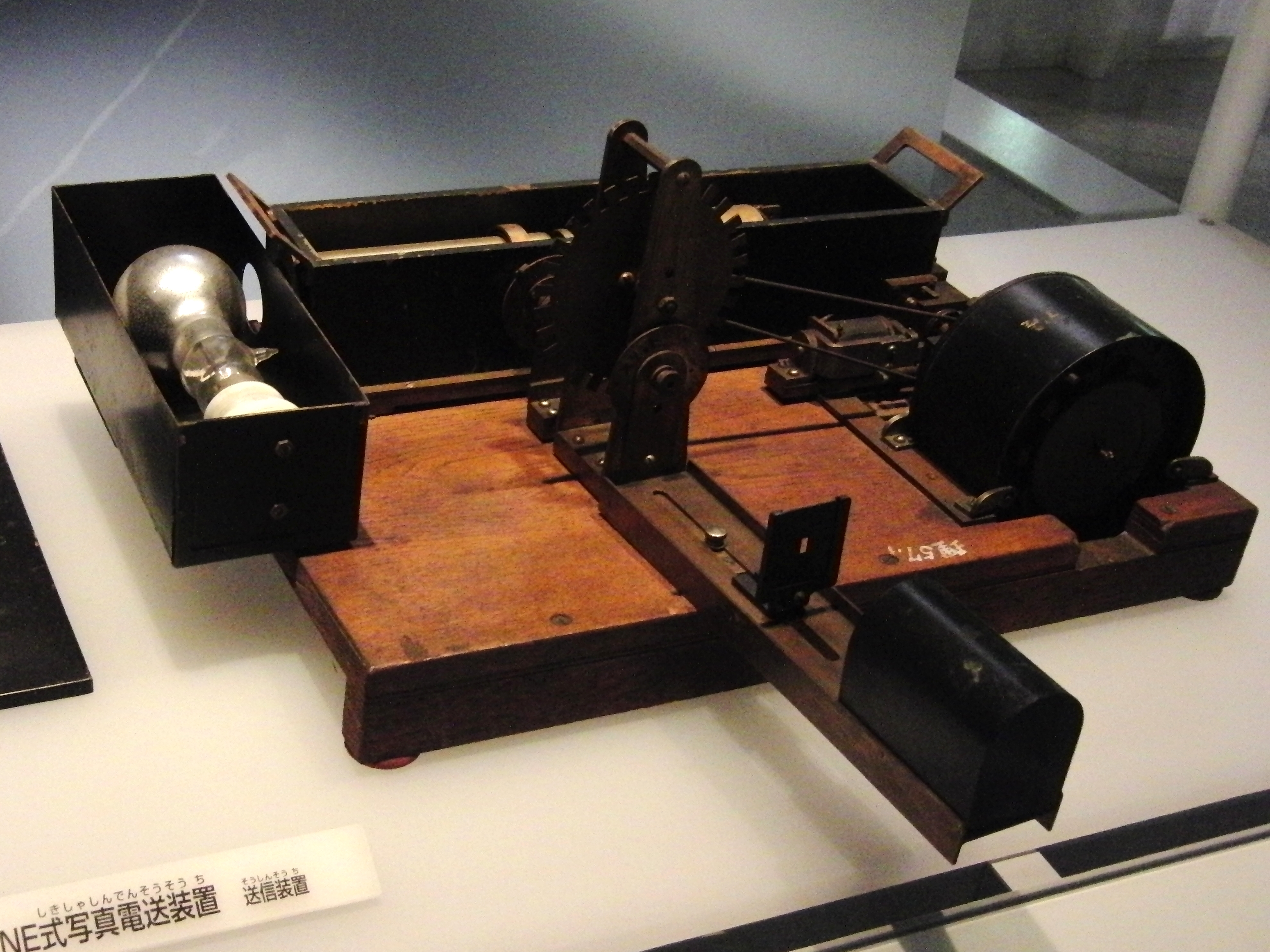
Transmitter de NE-type phototelegraphic system (Télécopieur) au Musée national de la nature et des sciences de Tokyo, Japon.

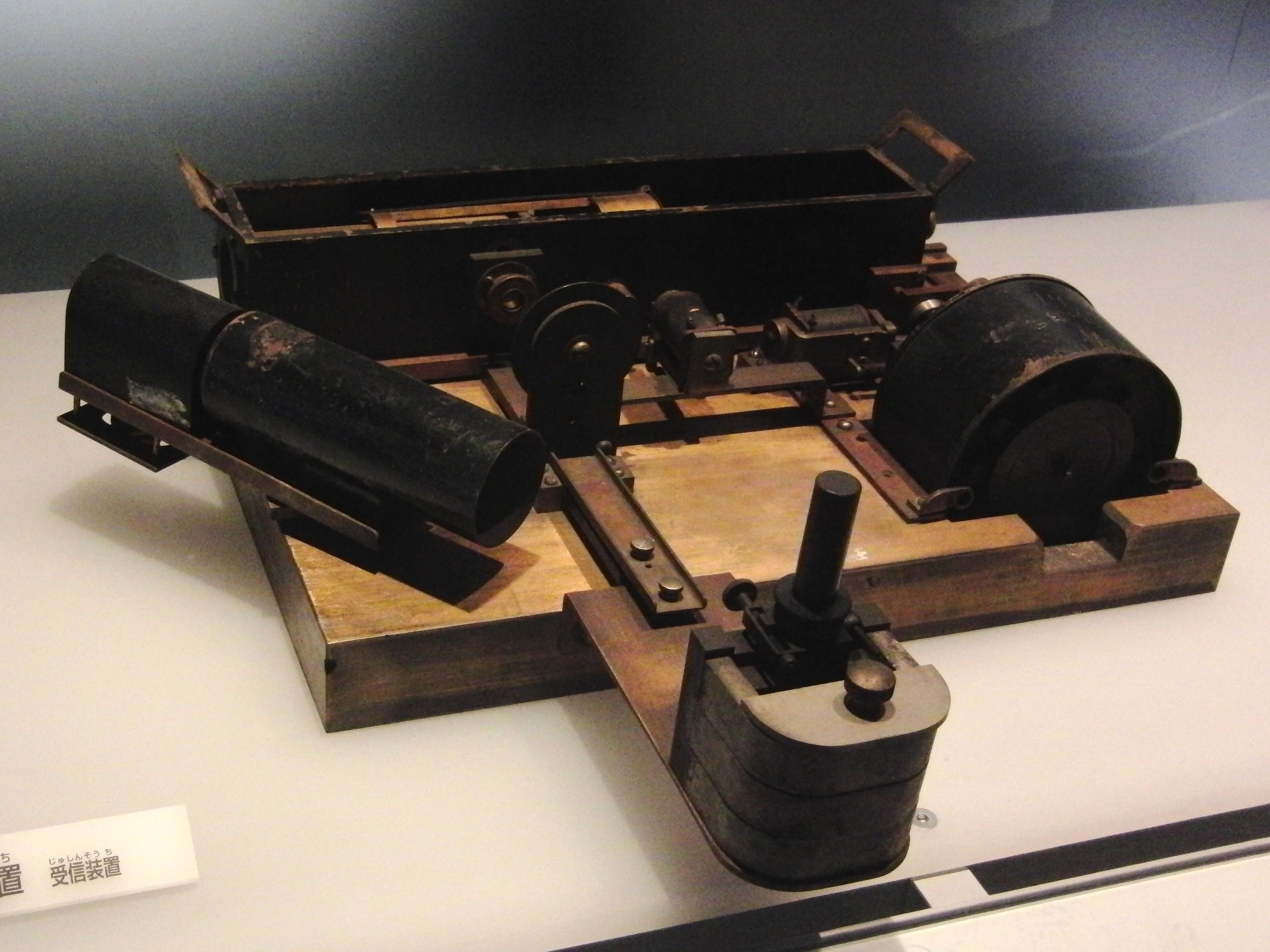
Receiver de NE-type phototelegraphic system (Télécopieur) au Musée national de la nature et des sciences de Tokyo, Japon.

Il est plus tard nommé directeur du département de génie électronique de l'université de Tokyo. Il est décoré de l'Ordre du mérite culturel et de l'Ordre du mérite de première classe. Il est listé comme l'un des « Dix grands inventeurs japonais » en 1985 par l'office des brevets du Japon.

## Source de la traduction
- (en) Cet article est partiellement ou en totalité issu de l’article de Wikipédia en anglais intitulé « Yasujiro Niwa » (voir la liste des auteurs).